# 레오나르도 레이바
레오나르도 레이바 마르티네스(스페인어: Leonardo Leyva Martínez, 1990년 3월 23일~)는 쿠바의 배구 선수로 포지션은 레프트이다. V-리그의 대전 삼성화재 블루팡스 소속으로 뛰었으며, 현재 현대캐피탈 스카이워커스 소속으로 뛰고 있다. 푸에르토리코 리그에서 프로 선수 경력을 시작했으며, 삼성화재에서 뛰었을 때 팀의 주축 선수로 활약하며 각종 V-리그 상을 수상했다.